# Castellgalí
Castellgalí település Spanyolországban, Barcelona tartományban. Lakosainak száma 2347 fő (2024).

## Földrajza
Castellgalí Manresa, Sant Vicenç de Castellet, Marganell és Sant Salvador de Guardiola községekkel határos.

## Népesség
A település lakosságának változását az alábbi diagram mutatja:
| Lakosok száma | 171  | 744  | 1004 | 1533 | 703  | 1145 | 1918 | 2022 | 2062 | 2347 |
|               | 1717 | 1887 | 1936 | 1960 | 1986 | 2004 | 2009 | 2014 | 2019 | 2024 |